# ТНТ (телеканал)
«ТНТ» (рос. Твоё Новое Телевидение — «Твоє Нове Телебачення») — російський федеральний телеканал. Входить до п'ятірки найбільших телеканалів Росії. На початку 2008 року його аудиторія склала понад 100 мільйонів осіб. Телемережа співпрацює більш ніж з 500 партнерами в 920 містах Росії.

## Історія
- Телеканал ТНТ був заснований в 1998 році і належав холдингу «Медіа-Мост». Його назву творці розшифровували як «Твоє нове телебачення». Спочатку канал не мав тенденції до зростання і міг у будь-який момент припинити своє існування, не витримавши конкурентної боротьби, але потужне зростання регіональної аудиторії, прив'язаною до регіональних мереж та популярні телесеріали 90-х «Вулиці розбитих ліхтарів», «Агент національної безпеки» призвели до різкого збільшення аудиторії телеглядачів.
- У 2000 році було запущено московське інформаційне мовлення.
- У 2001 році під час захоплення телекомпанії НТВ, ТНТ показував програми НТВ. Після захоплення і переділу власності на НТВ велика частина журналістів тимчасово перейшла на ТНТ до пропозиції Б. А. Березовським Є. А. Кисельову очолити ТВ-6.
- На каналі ТНТ до сезону 2002—2003 не було певної орієнтації ефіру, канал був орієнтований на широке коло телеглядачів, в числі тематик були присутні: документалістика, мультфільми, телесеріали.
- У 2002 році каналом, що входять у холдинг «Газпром-Медіа» була визначена концепція «ТНТ допомагає!» яка вичерпала себе.
- З 1 лютого 2003 канал повністю змінив свою тематику, і став націлений на «реаліті шоу» і різноманітні альтернативні розважальні програми.
- 2 листопада 2011 ФАС включила «ТНТ» в список федеральних каналів Росії.[2]
- 6 лютого 2012 року по численним проханням телеглядачів почав мовлення в пакеті «Радуга-ТВ» на супутнику ABS-1 у часовій версії +2.
- У липні 2013 року новим генеральним директором ТНТ став Ігор Гойхберг, Роман Петренко стає головою ради директорів ВАТ «ТНТ-Телесеть».
- З 1 вересня 2013 року телеканал ТНТ припиняє своє мовлення в Україні. Причиною цьому послужило підписання договору холдингу «Медіа Група Україна» з продюсерським центром Comedy Club Production на ексклюзивне право трансляції контенту телеканалу ТНТ на українських каналах «Україна» і НЛО TV, які входять до холдингу.
- 1 вересня 2014 року відбувся запуск тематичного телеканалу «ТНТ-Comedy», який замінив супутниковий телеканал «Comedy TV».
- 27 грудня 2016 року почала мовлення HD-версія телеканалу.
- 19 липня 2017 року телеканал ТНТ перейшов на широкоекранний формат мовлення (16:9)

## Логотип
За свою історію ТНТ змінив 3 логотипи, нинішній — 4-й за ліком. З 1 січня по 28 лютого 1998 року стояв у лівому нижньому куті. З 1 березня 1998 по сьогодні стоїть у правому верхньому куті.

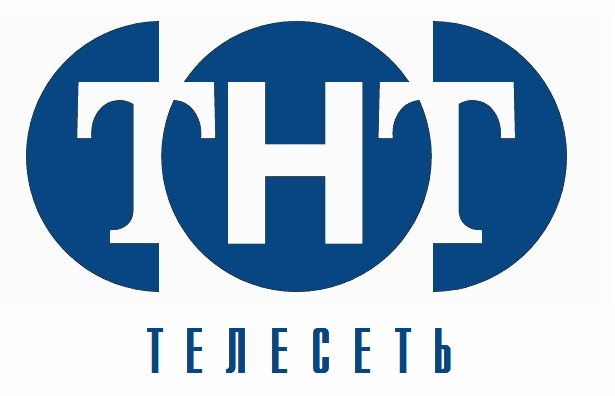
Перший логотип ТНТ з 1 січня 1998 по 18 серпня 2002 року[3].
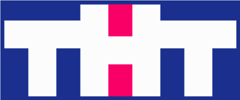
Другий логотип ТНТ з 19 серпня 2002 по 24 грудня 2009 року.
Третій логотип ТНТ з 25 грудня 2009 по 28 лютого 2017 року (з 15 березня 2011 року анімація візерунків прискорена й вони стали золотими)

## Міжнародна версія
ТНТ (у свідоцтві ЗМІ — «ТНТ-Comedy», інша назва — «ТНТ International») — міжнародна версія російського телеканалу ТНТ. Почав мовлення 1 вересня 2014 року під назвою однойменного телеканалу «ТНТ-Comedy». Міжнародна версія дублює сітку мовлення основного ТНТ, за винятком фільмів і мультсеріалів, права на показ яких купуються виключно на Росію, а також деяких програм.

### Історія
- В кінці серпня 2014 року зі супутника Eutelsat Hot Bird (13° в. д.) «ТНТ-Comedy» почав тестове мовлення.
- 1 вересня 2014 року телеканал почав мовити у повноцінному режимі.
- У листопаді 2014 року на каналі з'явилася європейська реклама, а пізніше — німецька.
- 1 лютого 2015 року «ТНТ-Comedy» змінив назву на «ТНТ».
- 20 лютого 2015 року у Білорусі, в усіх базових пакетах інтерактивного телебачення «ZALA» почала тестове мовлення локальна версія під назвою «ТНТ International», програмна сітка якої

формується на базі контенту міжнародної версії ТНТ.
- 5 березня 2015 року ТНТ став доступний абонентам казахстанського оператора «Алма-ТВ».
- 1 квітня 2016 року ТНТ почав мовлення в мережі найбільшого оператора Латвії «Baltcom», а з 1 липня став доступний абонентам багатьом операторам Латвії.
- 18 травня 2016 року ТНТ почав мовлення у Естонії, у пакеті оператора «Starman».
- 2 листопада 2016 року ТНТ почав мовлення у Литві, в мережі оператора «Splius».
- 16 грудня 2016 року ТНТ перейшов на широкоекранний формат мовлення (16:9).
- 1 лютого 2017 року «ТНТ International» (білоруська версія) перейшов на широкоекранний формат мовлення (16:9)